# Kaban (sovrano)
Kaban Ashina (Itil, ... – 690?) fu un Khagan (imperatore) di Khazaria della Dinastia Ashina.
Regnò dalla fine degli anni 660 fino, probabilmente, all'inizio degli anni 690, periodo in cui salì al trono il suo successore Busir Glavan. Il suo predecessore, invece, fu Khalga. L'unica testimonianza sull'esistenza di questo personaggio fu ritrovata nel Cäğfär Taríxı (XVII secolo), un documento che conserva informazioni storiche sui Proto-bulgari, sui Khazari e sulle altre popolazioni nomadi euroasiatiche; questa fonte invalida l'ipotesi che il personaggio possa essere stato del tutto inventato dal Commissariato del Popolo per gli Affari Interni dell'Unione delle Repubbliche Socialiste Sovietiche.